# Анна Чапман
Анна Васѝлиевна Ча̀пман (на руски: Анна Васильевна Чапман), родена като Анна Васѝлиевна Ку̀шченко (на руски: Анна Васильевна Кущенко), получава световна известност през 2010, когато, заедно с още девет души, е арестувана в Съединените американски щати на основа на подозрения в шпионаж в полза на Русия.
Чапман, която е руска гражданка, се премества от родината си в Лондон през 2000 година. Там се запознава с бъдещия си съпруг Алекс Чапман (чиято фамилия по-късно използва) и двамата сключват брак през 2001 година в Москва, вследствие на което Чапман получава британско поданство, но запазва и руското си гражданство.
През 2006 Чапман се завръща в Русия, а скоро след това се установява в Ню Йорк, където, поне официално, се занимава с онлайн търговия с недвижими имоти по света чрез фирмата си PropertyFinder LLC.
На 27 юни 2010 г. агенти на Маршалската служба на САЩ арестуват Чапман заедно с още девет души заподозрени като агенти на шпионска мрежа работеща за руската Служба за външно разузнаване. Срещу членовете на групата са предявени обвинения в извършване на разузнавателна дейност в полза на чужда държава, а не в шпионаж, тъй като не е установено те да са получили достъп до секретна информация. След като се признават официално за виновни, обвиняемите, включително и Чапман, биват разменени срещу четирима руски граждани, трима от които с присъди за шпионаж и излежаващи наказание в Русия, на базата на постигнато споразумение за обмяна на задържани между САЩ и Русия.
След освобождаването си Чапман изказва намерения да се премести отново в Лондон, но британските власти междувременно предприемат процедура по анулиране на британското ѝ поданство и обявяват, че Чапман няма да бъде желана на британска територия. Впоследствие Чапман се установява в родния си Волгоград и по-късно започва работа във „Фондсервисбанк“ като съветник на председателя на борда Александър Воловик, получавайки подкрепа „за своя културологичен проект, свързан с усвояването на космическото пространство“.